# Super (album)
Super er det fjerde og sidste studiealbum af den danske rock- og electronicagruppe How Do I, der blev udgivet i 1994 på pladeselskabet Cloudland.
Albummet er – med dens pop-minimalistiske og nærmest ambient musik – gruppens mest elektroniske udgivelse. Super indeholder fortolkninger af Savage Roses "Dear Little Mother" og  Paul McCartneys "Venus and Mars", som der blev lavet en musikvideo til.

## Spor
| #  | Titel                          | Tekst         | Musik                              | Længde |
| -- | ------------------------------ | ------------- | ---------------------------------- | ------ |
| 1. | "Anything"                     | Anders Remmer | Jesper Arentoft                    | 4:48   |
| 2. | "Venus and Mars"               | McCartney     | Paul McCartney                     | 4:45   |
| 3. | "A.M.O."                       |               | Arentoft, Thomas Bo Jensen, Remmer | 4:55   |
| 4. | "How I Wanna Feel"             | Remmer        | Arentoft, Kenneth Bager, Remmer    | 5:52   |
| 5. | "Love For the Very First Time" | Remmer        | Remmer                             | 3:59   |
| 6. | "Do You"                       | Remmer        | Arentoft                           | 5:16   |
| 7. | "Super"                        |               | Remmer                             | 7:42   |
| 8. | "Dear Little Mother"           | Anders Koppel | Thomas Koppel                      | 5:24   |
| 9. | "A Short Swim"                 |               | Remmer                             | 7:57   |

## Personel

### Musikere
- Jesper Arentoft – vokal, programmering
- Thomas Bo Jensen – guitar, Casio keyboard, vokal
- Hans Holten Hansen – bas, vokal
- Anders Remmer – programmering

### Produktion
- How Do I – producer
- Peter Mark – tekniker
- Dub Tractor – tekniker (spor 7, 9)
- K Grafik – cover design